# Ti volevo dedicare
Ti volevo dedicare è un singolo del rapper italiano Rocco Hunt, pubblicato il 20 settembre 2019 come quarto estratto dal quarto album in studio Libertà.

## Descrizione
Terza traccia del disco, il singolo ha visto la collaborazione del rapper J-Ax e del gruppo musicale Boomdabash.

## Video musicale
Il videoclip, diretto da Fabrizio Conte e girato a Salerno, è stato pubblicato il 14 ottobre 2019 attraverso il canale YouTube del rapper.

## Tracce
Download digitale
Testi di Rocco Pagliarulo, Alessandro Aleotti e Federica Abbate, musiche di Stefano Tognini.
1. Ti volevo dedicare (feat. Boomdabash e J-Ax) – 3:28

## Formazione
- Rocco Hunt – voce
- Boomdabash – voce aggiuntiva
- J-Ax – voce aggiuntiva
- Zef – produzione, programmazione
- Alessandro De Crescenzo – chitarra

## Successo commerciale
Ti volevo dedicare ha ottenuto un buon successo in Italia, arrivando alla seconda posizione della Top Singoli. Al termine dell'anno è risultato essere l'84º brano più trasmesso dalle radio.

## Classifiche

### Classifiche settimanali
| Classifica (2019) | Posizione massima |
| ----------------- | ----------------- |
| Italia            | 2                 |

### Classifiche di fine anno
| Classifica (2019) | Posizione |
| ----------------- | --------- |
| Italia            | 40        |
| Classifica (2020) | Posizione |
| Italia            | 22        |

## Solo quiero dedicarte
Solo quiero dedicarte è un singolo del rapper italiano Rocco Hunt, pubblicato l'8 aprile 2022.

### Tracce
Testi di Federica Abbate, Omar Ismael Montes, David Augustave, José Luis de la Peña, Bruno Fernández, musiche di Stefano Tognini.
1. Rocco Hunt – Solo quiero dedicarte (feat. Omar Montes, Reik)